# 374
Năm 374 là một năm trong lịch Julius.